# 馬貝拉足球會
馬貝拉足球會（西班牙語：Marbella Fútbol Club）是一支位於西班牙安達盧西亞马贝拉的職業足球會，目前於西班牙足球乙二級聯賽角逐。

## 榮譽
- 西班牙丙組足球聯賽: (2) 2001–02, 2013–14

## 外部連結
- Official website （页面存档备份，存于）
- Futbolme team profile （页面存档备份，存于）
- Official youth academy website （页面存档备份，存于）
- Club & stadium history （页面存档备份，存于）